# 天橋驕子
《天橋驕子》（英語：Project Runway）是一個關於時裝設計的美國真人秀節目，由Bravo（第1－5季、第17季起）／Lifetime頻道（第6－16季）播放。每次挑戰設計師會接受不同任務的考驗，而同樣每次挑戰至少會淘汰一人，而最後留下的三強或四強能在紐約時裝周中較量，最後只有一個設計師能勝出。
《天橋驕子》在香港由無線電視明珠台播放。中、港、台三地都有播放該節目，由Discovery旅遊生活頻道播放。

## 節目形式

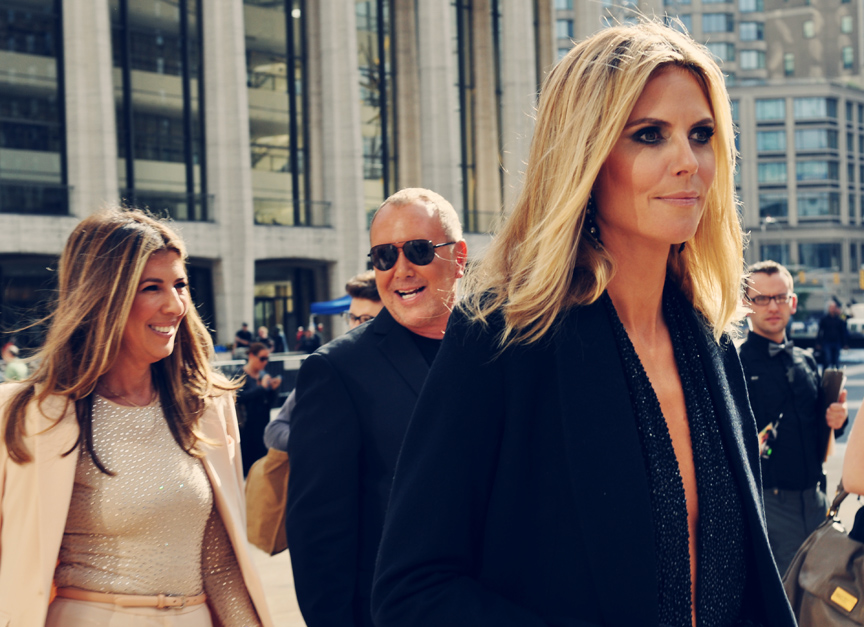
第1－10季評審Heidi Klum、Michael Kors以及Nina Garcia

該節目的主持人兼任常座評審為模特兒Heidi Klum（第1－16季）以及Karlie Kloss（第17－18季），而其他常座評審皆為時裝設計師Michael Kors（第1－10季）、Zac Posen（第11－16季）、Brandon Maxwell（第17季起）、時裝雜誌創意總監／總編輯Nina Garcia以及Elaine Welteroth（第17季起），而通常每次挑戰也會有不同的嘉賓擔任客座評審，當中有設計師、評論家、模特、名人，或是相關職業的內行。而「Parsons School of Design」的時裝系主任Tim Gunn（第1－16季）以及該節目第4季勝出者／時裝設計師Christian Siriano（第17季起）並會作為參賽設計師們的指導顧問。《天橋驕子》第1－5、7－16季皆在紐約的「Parsons School of Design」拍攝（第三季在巴黎留了一會兒），而第6季則在洛杉磯的「Fashion Institute of Design and Merchandising」拍攝，每次挑戰設計師會利用購得的布料或物料設計服飾，而在比賽期間設計師會在學院鄰近的公寓居住。
每次挑戰各設計師會有不同的考驗，有時會使用非傳統衣質的材料製作服飾；為名人或特定族群設計衣服；為成衣公司設計產品；或設計專門主題的服裝。每次挑戰他們會得到特定的金錢預算和限定的時間製作服裝，而通常都是獨立一人工作，但有時一些主題組隊工作。到了限期後，設計師會為模特兒換上服裝及設計造型等工序。而模特兒會穿著設計師的作品走秀，同時評審們亦會在走秀環節為作品評分。其後評審們會詢問設計師的設計的意念或在分組賽中設計師各自的工作，並且會向設計師反映其對作品的評語，最後會選出一名勝出設計師和一名落敗設計師，同時落敗的設計師會被淘汰，而同樣在比賽途中違反規則的設計師會被取消比賽資格。
在最終挑戰結束後，會有3－4位的參賽設計師能進入決賽，他們必須設計一系列的時裝，並在決賽當天於時尚週展示他們的系列。這些進入決賽者會有3個月至半年的時間和大約8,000至10,000美元的預算，在個人的工作室或家中製作，他們可將一些材質如皮革外包製作，但大多服裝必須自行設計和製作。在服裝秀之前，決賽者會返回紐約市，查看服裝是否合身，這時有可能會被給予額外的挑戰，如多設計另一款搭配主題的服裝。最後所有評審們會決定誰將成為勝出者。
而與設計師合作的模特兒亦參與此比賽。而每次設計師的人數會漸漸減少，模特兒的人數也隨之減少，最終只有一位模特兒能留下。有時模特兒會隨機指派給設計師，有時設計師有機會可以挑選其想合作的模特兒，而沒有被挑選的模特兒則會被淘汰。

## 季度摘要
| 季度 | 首播日期       | 參賽設計師人數 | 勝出設計師                |
| ---- | -------------- | -------------- | ------------------------- |
| 1    | 2004年12月1日  | 12             | Jay McCarroll             |
| 2    | 2005年12月7日  | 16             | Chole Dao                 |
| 3    | 2006年7月12日  | 15             | Jeffrey Sebelia           |
| 4    | 2007年11月14日 | 15             | Christian Siriano         |
| 5    | 2008年7月16日  | 16             | Leanne Marshall           |
| 6    | 2009年8月20日  | 16             | Irina Shabayeva           |
| 7    | 2010年1月14日  | 16             | Seth Aaron Henderson      |
| 8    | 2010年7月29日  | 17             | Gretchen Jones            |
| 9    | 2011年7月28日  | 20             | Anya Ayoung-Chee          |
| 10   | 2012年7月19日  | 16             | Dmitry Sholokhov          |
| 11   | 2013年1月24日  | 16             | Michelle Lesniak Franklin |
| 12   | 2013年7月18日  | 16             | Dom Streater              |
| 13   | 2014年7月24日  | 19             | Sean Kelly                |
| 14   | 2015年8月6日   | 16             | Ashley Nell Tipton        |
| 15   | 2016年9月15日  | 16             | Erin Robertson            |
| 16   | 2017年8月17日  | 16             | Kentaro Kameyama          |
| 17   | 2019年3月14日  | 16             | Sebastian Grey            |
| 18   | 2019年12月5日  | 16             | Geoffrey Mac              |
| 19   | 2021年10月14日 | 16             | Shantall Lacayo           |
| 20   | 2023年6月15日  | 14             | Bishme Cromartie          |

## 衍生節目

### 天橋驕子：全明星
為安排曾參加歷屆《天橋驕子》的設計師再次參與比賽的衍生節目。

### Under the Gunn
為安排曾參加歷屆《天橋驕子》的三位設計師在本節目中作為比賽導師，並分別帶領和指導其四位設計師進行一系列比賽的衍生節目。

## 站外連結
- 《決戰時裝伸展台》Lifetime頻道官方網站 (第6季-第9季)
- 《決戰時裝伸展台》Bravo頻道官方網站 (第1季-第5季)
- 互联网电影数据库（IMDb）上《決戰時裝伸展台》的资料（英文）
- 《決戰時裝伸展台》在探索頻道網站的頁面 （页面存档备份，存于）
- 《决战时装伸展台：针锋相对》在ICS官方页面